# Maestro di Bedford
Il Maestro di Bedford, o Maestro del duca di Bedford (fl. XV secolo), è stato un miniatore francese, attivo a Parigi nella prima metà del XV secolo.

## Elementi biografici
L'anonimo maestro francese deve il suo nome al committente di tre dei suoi manoscritti, ovvero Giovanni Plantageneto, I duca di Bedford, capitano di Parigi fra il 1423 e il 1430, per conto del quale eseguì il Breviario di Salisbury (oggi a Parigi, Biblioteca nazionale di Francia), un libro d'ore, le Ore di Bedford, (Londra, British Library, MS Add.18850), e un messale andato distrutto nell'incendio dell'Hôtel de Ville del 1871.
Nel suo primo periodo di attività, verso il 1405-15, lavorò per vari illustri committenti, collaborando coi più prestigiosi miniaturisti del tempo. Il primo committente identificato è Giovanni di Valois, per il quale realizzò le Grandes Heures verso il 1409 con Jacquemart de Hesdin, oltre a qualche decorazione marginale delle Très Riches Heures; poi Giovanni senza Paura, duca di Borgogna, per cui illustrò un manoscritto del Livre des merveilles du monde in collaborazione col Maestro della Mazarine, il Maestro della Cité des dames e il Maestro di Egerton in seno all'atelier del Maestro di Boucicaut.
Lavorò infine per Luigi di Guienna, Delfino di Francia, per cui realizzò il Breviario attualmente conservato a Châteauroux, in collaborazione col Maestro di Boucicaut, il Térence des Ducs, e una prima versione di un libro d'ore denominato in seguito Ore di Bedford. Interruppe il suo lavoro alla morte del Delfino, nel 1415, lasciando incompiuto un messale.
L'occupazione inglese di Parigi fra 1423 e 1429 segnò l'apogeo del suo stile, che lo vide al lavoro per i signori inglesi ma anche per anonimi committenti; di questo periodo rimane un libro d'ore conservato a Vienna e le Ore Lamoignon conservate a Lisbona..
Dopo la ritirata degli inglesi il Maestro rimase a capo di una prospera bottega, che giocò un ruolo decisivo nel secondo quarto del XV secolo, formando numerosi miniatori; molti maestri per noi anonimi s'ispirarono direttamente al suo stile: il Maestro della Legenda Aurea di Monaco, il Maestro di Dunois, il Maestro di Jean Rolin dopo il 1450.

## Ispirazione
L'inizio della produzione del Maestro è direttamente ispirato allo stile del Maestro di Boucicaut; peculiari sono gli apporti del primo Rinascimento italiano, specialmente la rappresentazione prospettica delle architetture, tramite un pittore anonimo della bottega di 
Niccolò da Bologna, il Maestro delle iniziali di Bruxelles. A fine carriera conobbe le opere dei primitivi fiamminghi di cui adottò certi dettagli. Trasse ispirazione anche dalla Madonna della fontana di Jan van Eyck per un libro d'ore oggi conservato a San Marino, e di un elemento del paesaggio della Madonna del cancelliere Rolin per le Ore di Dunois. Ma il suo stile resta comunque segnato dal tardo gotico.

## Tentativi d'identificazione
All'inizio del XX secolo Paul Durrieu propose d'identificare il Maestro con Haincelin de Haguenau, pittore originario delle Fiandre attivo presso Filippo I di Borgogna e Luigi di Guienna, ma l'attività di costui è troppo poco conosciuta per consentirne l'identificazione. Si è anche proposto il nome del miniatore parigino Jean Haincelin, documentato fra il 1438 e 1449, ma ancora senza grandi prove.

## Manoscritti attribuiti
- Les Grandes Heures du duc de Berry, 1409, Biblioteca nazionale di Francia, Lat.919 : 1 miniature, f.96 ;
- Térence des ducs per Luigi di Guienna, 1411 circa, Bibliothèque de l'Arsenal, ms.664 (realizzazione della decorazione del margine del frontespizio)
- Messale di Saint-Magloire, 1412, Bibliothèque de l'Arsenal, Ms.623
- Le Livre des merveilles et autres récits de voyages, 1410-1412, in collaborazione col Maestro di Boucicaut, il Maestro delle Ore Mazzarino, il Maestro di Egerton e il Maestro della Città delle dame, BnF Fr.2810[5]
- Opere di Christine de Pizan, 1413 circa, quattro miniature in collaborazione col Maestro della Città delle dame, British Library, Harley MS 4431
- Breviario di Luigi di Guienna, fra 1410 e 1413, in collaborazione col Maestro di Boucicaut, Biblioteca municipale di Châteauroux, ms.2
- Messale di Luigi di Guienna, 1415 circa, incompiuto, Biblioteca Mazzarino, Ms.406
- Ore di Bedford, 1415 circa o 1423, British Library, Londra, ms add. 18 850
- Libro d'ore 1855 di Vienna, Vienna, Biblioteca nazionale austriaca, Cod.1855
- Ore Lamoignon, circa 1420, Museo Calouste Gulbenkian, Lisbona, Ms LA237[6]
- Ore Sobieski, 1420-1425, Castello di Windsor, Royal Library[7]
- Breviario di Salisbury, fra 1424 e 1435, BnF, Lat.17294